# Fundació Esportiva Figueres
La Fundació Esportiva Figueres és una fundació esportiva catalana, de la ciutat de Figueres (Alt Empordà), fundada el 1996. Vinculada a la Unió Esportiva Figueres, la seva activitat se centra en el futbol formatiu. Actualment compta amb diversos equips fins a categoria benjamí. També va tenir un equip sènior amateur, dissolt el 2008, que va militar en categoria nacional de la lliga espanyola durant tres temporades.

## Història
L'origen de l'entitat es remunta a l'any 1996. Albert Valentín, secretari tècnic de la Unió Esportiva Figueres —per llavors constituïda com a Societat Anònima Esportiva— va convèncer els consellers per crear una entitat amb personalitat jurídica pròpia que gestionés el futbol base del club, sense dependre dels resultats esportius o els possibles conflictes econòmics del primer equip professional. El 7 de juny de 1996 va quedar constituïda la Fundació Esportiva Figueres com a entitat sense ànim de lucre, amb l'objectiu de promoure l'esport infantil i juvenil.
Inicialment comptava amb una escola i diversos equips de futbol base, a més d'un equip sènior amateur que disputava la lliga espanyola. Després d'aconseguir quatre ascensos en cinc anys, el 2003 va accedir a Tercera Divisió, on va romandre tres temporades consecutives.
El 2007, quan la Unió Esportiva Figueres va haver de refundar-se i començar de zero, la FE Figueres, en aquell any jugant a Primera Catalana, es va convertir en el màxim representant del futbol a la ciutat. Aquesta situació va provocar la intervenció de l'alcalde de la ciutat, Santi Vila, per a intervenir una col·laboració entre ambdues entitats.
Com a resultat, al final de la temporada 2007/2008, els socis van acordar la dissolució de l'equip amateur de la Fundació, que havia descendit a Regional Preferent. Alhora, la Fundació va cedir a la Unió els seus deu equips de futbol base (d'alevins a juvenils) quedant-se únicament la gestió de la seva escola per a nens de cinc a deu anys (fins a benjamins).
El 2010 la Fundació va traslladar seva activitat a les instal·lacions de Vilatenim, més modernes, compartides amb la Unió. Aquest procés d'unificació social i administrativa de les dues entitats va culminar el 2014 quan José Antonio Revilla, president de la Unió, va assumir també la presidència del patronat de la Fundació.

## Estadi i instal·lacions
Originalment els equips de l'entitat jugaven al Camp del Far (estadi de la UE Figueres entre 1950 i 1986) i en els camps annexos, excepte l'equip amateur, que va jugar a l'Estadi Municipal de Vilatenim.
El 2010 la Fundació va abandonar el vetust Camp del Far i va traslladar la seva seu social i tota l'activitat dels seus equips a Vilatenim i al contigu camp de La Casera.

## Temporades
| Temporada | Lliga  | Lliga   | Lliga | Lliga | Lliga | Lliga | Lliga | Lliga | Lliga | Entrenador                |
| Temporada | Div    | Posició | J     | G     | E     | P     | GF    | GC    | Ptos  | Entrenador                |
| --------- | ------ | ------- | ----- | ----- | ----- | ----- | ----- | ----- | ----- | ------------------------- |
| 1996/97   | 3ª Reg | 2n      | 30    | 22    | 4     | 4     | 103   | 27    | 70    | Marcel·lí Coto            |
| 1997/98   | 2ª Reg | 3r      | 34    | 16    | 12    | 6     | 61    | 34    | 60    | Marcel·lí Coto            |
| 1998/99   | 2ª Reg | 2n      | 34    | 22    | 8     | 4     | 114   | 44    | 86    | Marcel·lí Coto            |
| 1999/00   | 1ª Reg | 1r      | 34    | 20    | 10    | 4     | 96    | 42    | 70    | Marcel·lí Coto            |
| 2000/01   | Pref.  | 10è     | 34    | 13    | 8     | 13    | 44    | 51    | 47    | Marcel·lí Coto            |
| 2001/02   | Pref.  | 1r      | 34    | 23    | 7     | 4     | 74    | 27    | 76    | Marcel·lí Coto            |
| 2002/03   | 1ª Cat | 3r      | 38    | 19    | 7     | 12    | 68    | 48    | 64    | Marcel·lí Coto            |
| 2003/04   | 3ª     | 11è     | 38    | 13    | 9     | 16    | 50    | 53    | 48    | Marcel·lí Coto            |
| 2004/05   | 3ª     | 10è     | 38    | 14    | 11    | 13    | 36    | 39    | 53    | Javier Salamero           |
| 2005/06   | 3ª     | 18è     | 38    | 9     | 9     | 20    | 40    | 56    | 36    | Miquel Rivas              |
| 2006/07   | 1ª Cat | 10è     | 38    | 13    | 13    | 12    | 42    | 40    | 52    | Arseni Comas              |
| 2007/08   | 1ª Cat | 20è     | 38    | 6     | 7     | 25    | 36    | 77    | 25    | Quim Mas / Quique Beltrán |

## Junta directiva
La FEF està governada per un patronat, en el qual figuren, entre d'altres, representants de tres institucions: la Unió Esportiva Figueres, l'Ajuntament de Figueres —incloent l'alcalde— i el Consell comarcal de l'Alt Empordà.
Presidents:
- Josep Costa Dalmau (1996-2000)
- Antoni Conesa Gibert (2000-2001)
- Josep Costa Dalmau (2001-2004)
- Ramon Miquel Vilanova (2004-2008)
- Jordi Pujol Sanes (2008-2014)
- José Antonio Revilla (2014-?)

## Secció de Futsal
El 2010 es va crear la secció de futbol sala de la Fundació Esportiva Figueres, que militava a la Divisió d'Honor de la Federació Catalana de Futbol Sala. El 2012 l'equip va passar a jugar com a local a la veïna localitat de Vilafant, sota el nom Vilafant FS-FE Figueres. La secció es va desvincular de la Fundació el 2013.

## Himne
- El compositor de Rabós, Joan Cardoner Gironella, va compondre l'himne d'aquesta entitat, Una escola de futbol (2006), amb lletra dels germans Carreras.[12]